# Cuba op de Olympische Zomerspelen 1956
Cuba nam deel aan de Olympische Zomerspelen 1956 in Melbourne, Australië. Voor de tweede achtereenvolgende keer won het geen enkele medaille.

## Deelnemers en resultaten

### Atletiek
| Olympiër          | Discipline      | Resultaat | Prestatie                                          |
| ----------------- | --------------- | --------- | -------------------------------------------------- |
| Evaristo Iglesias | 100m (m)        | 55e       | serie 3: 5de in 11,50                              |
| Evaristo Iglesias | 110m horden (m) | 9e        | serie 4: 2de in 14,52 halve finale 1: 4de in 14,73 |
|                   |                 |           |                                                    |
| Bertha Díaz       | 80m horden (v)  | 9e        | serie 1: 2de in 11,51 halve finale 1: 5de in 11,42 |

### Roeien
| Olympiër                                                             | Discipline      | Resultaat | Prestatie                                                     |
| -------------------------------------------------------------------- | --------------- | --------- | ------------------------------------------------------------- |
| Enrique Hernandez Orlando Lanza Luis Olivera Joaquin Perez           | vier-zonder (m) | 11e       | serie 2: 3de in 7.17,7 1ste ronde herkansingen: 2de in 8.45,4 |
| Virgilio Ara José Hurdado José Roa José Romero Santos Enrique Torres | vier-met (m)    | 10e       | serie 2: 4de in 7.14,3 1ste ronde herkansingen: 2de in 7.28,2 |

### Turnen
| Olympiër       | Discipline               | Resultaat | Prestatie     |
| -------------- | ------------------------ | --------- | ------------- |
| Rafael Lecuona | meerkamp individueel (m) | 52e       | 100,25 punten |

### Zeilen
| Olympiër                             | Discipline | Resultaat | Prestatie                        |
| ------------------------------------ | ---------- | --------- | -------------------------------- |
| Carlos de Cardenas Jorge de Cardenas | star       | 6e        | 2714 punten: (4-DSQ-6-DNF-4-4-4) |

### Zwemmen
| Olympiër        | Discipline           | Resultaat | Prestatie                                    |
| --------------- | -------------------- | --------- | -------------------------------------------- |
| Raúl Martín     | 400m vrije slag (m)  | 31e       | serie 2: 8ste in 4.58,2                      |
| Raúl Martín     | 1500m vrije slag (m) | 20e       | serie 2: 5de in 19.59,9                      |
| Manuel Sanguily | 200m schoolslag (m)  | 7e        | serie 2: 3de in 2.41,8 finale: 7de in 2.42,0 |

Afghanistan · Argentinië · Australië · Bahama's · België · Bermuda · Birma · Brazilië · Brits-Guiana · Bulgarije · Cambodja* · Canada · Ceylon · Chili · Colombia · Cuba · Denemarken · Duits eenheidsteam · Egypte* · Ethiopië · Fiji · Filipijnen · Finland · Frankrijk · Griekenland · Groot-Brittannië · Hongarije · Hongkong · Ierland · IJsland · India · Indonesië · Iran · Israël · Italië · Jamaica · Japan · Joegoslavië · Kenia · Liberia · Luxemburg · Malakka · Mexico · Nederland* · Nieuw-Zeeland · Nigeria · Noord-Borneo · Noorwegen · Oeganda · Oostenrijk · Pakistan · Peru · Polen · Portugal · Puerto Rico · Roemenië · Singapore · Sovjet-Unie · Spanje* · Taiwan · Thailand · Trinidad en Tobago · Tsjecho-Slowakije · Turkije · Uruguay · Venezuela · Verenigde Staten · Vietnam · Zuid-Afrika · Zuid-Korea · Zweden · Zwitserland*

*alleen deelgenomen in Stockholm